# 乔治娜·帕克斯
乔治娜·帕克斯（英語：Georgina Parkes，1965年5月30日—），澳大利亚女子游泳运动员。她曾代表澳大利亚参加1982年和1986年英联邦运动会游泳比赛，获得一枚金牌、三枚银牌和一枚铜牌。她也曾参加1980年和1984年夏季奥运会。